# Ouldja Boulballout
Ouldja Boulballout è un comune dell'Algeria, situato nella provincia di Skikda.